# Rotkopf-Papageiamadine
Die Rotkopf-Papageiamadine (Erythrura psittacea, Syn.: Amblynura psittacea) ist eine ostasiatische Art aus der Familie der Prachtfinken. Es werden keine Unterarten unterschieden.

## Beschreibung

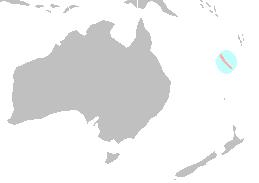
Verbreitungskarte

Das Körpergefieder der Rotkopf-Papageiamadine ist dunkelgrün. Davon deutlich abgehoben ist das rote Gesicht und die rote Vorderbrust. Die beiden Geschlechter sind gleich gefärbt. Das Männchen ist anhand seines lang anhaltenden Zirpens vom Weibchen unterscheidbar. Viele Männchen haben außerdem ein paar rote Federn am Bauch.

## Verbreitungsgebiet und Lebensweise
Das Verbreitungsgebiet der Rotkopf-Papageiamadine ist Neukaledonien. Einige Gefangenschaftsflüchtlinge sind auch von Vanuatu, Efate und Emae bekannt. Ihr Lebensraum dort sind Waldränder, Lichtungen und Sekundärwald. Sie kommen außerdem in stark von Menschen gestalteten Lebensräumen wie Plantagen sowie an Feld- und Wegesrändern vor und dringen auch in menschliche Siedlungen vor, wo sie in Gärten und Parks leben.
Das Gelege wird 14 Tage lang bebrütet. Die Nestlingszeit beträgt 20 bis 22 Tage. Die flügge gewordenen Jungvögel werden nach dem Verlassen des Nestes für weitere zwei bis drei Wochen von den Elternvögeln betreut.

## Haltung
Die Rotkopf-Papageiamadine kam relativ frühzeitig in den Handel. Der spätere König Ferdinand von Bulgarien, der eine umfangreiche Sammlung an Prachtfinken hatte, berichtete, dass sie schon 1873 in Frankreich gehalten wurde. Die Art blieb jedoch immer recht selten und kam immer nur in wenigen Exemplaren in den Handel. Die Art wird heute besonders häufig in Japan gezüchtet. Von dort stammen auch die meisten europäischen Importvögel. Rotkopf-Papageiamadinen zählen heute zu den am häufigsten gehaltenen Prachtfinkenarten.

## Belege

### Einzelbelege
1. ↑   Nicolai et al., S. 180
2. ↑   Nicolai et al., S. 181
3. ↑   Nicolai et al., S. 182